# Emmanuel Chauvet
Pour les articles homonymes, voir Chauvet.
Emmanuel, Jérôme, Auguste, Chauvet, né le 12 novembre 1819 à Caen (Calvados), et mort le 16 septembre 1910 dans la même ville est un philosophe français.

## Biographie
Après des études au collège royal de Caen, Emmanuel Chauvet est élève de l'École normale supérieure, il est agrégé de philosophie (1845) et docteur ès lettres (1855). Sa thèse principale est consacrée aux Théories de l'entendement humain dans l'antiquité, sa thèse latine, porte sur la philosophie d'Hippocrate, dans laquelle il montre comment Hippocrate a été conduit à la philosophie par la médecine.  Nommé tout d'abord professeur de philosophe aux lycées de Mâcon puis de Caen,il obtient, en 1858, un poste à la Faculté de lettres  de cette dernière ville. Il l'occupe jusqu'à la fin de sa carrière universitaire en 1889.
Il consacre une grande partie de ses travaux à la médecine de l’antiquité. Par ailleurs il publie et commente, entre 1861 et 1863, les œuvres complètes de Platon, en dix volumes. Il traduit les  lettres à Lucilius de Sénèque.
Il est chevalier de la légion d'honneur (3 octobre 1877) et officier de l'instruction publique (1855).

## Publications
Sur la paix perpétuelle, discours prononcé à la séance solennelle de rentrée des Facultés de l'Académie de Caen, le 17 novembre 1881
Caen, 1881 : impr. de F. Le Blanc-Hardel, 39 p.lire en ligne sur Gallica
La philosophie des médecins grecs, 1886 Paris,  E. Thorin, vol 1, 604 p., vol 2 lire en ligne sur Gallica
Les médecins-philosophes contemporains. M. Lélut, Paris, 1870,  Durand et Pédone-Lauriel, 350 p.lire en ligne sur Gallica
L'Amitié in Mémoires de l'Académie nationale des sciences, arts et belles-lettres de Caen, 1904, H. Delesques, 31 p.
Le Bonheur, mon testament philosophique in  Mémoires de l'Académie nationale des sciences, arts et belles-lettres de Caen, 1907, H. Delesques,  42 p.
L'Éducation, Paris, 1868, A. Durand et Pedone-Lauriel, 327 p.
Des Moyens de procurer l'éducation par l'école, in Mémoires de l'Académie des sciences, arts et belles-lettres de Caen, 1875, impr. de F. Le Blanc-Hardel, 20 p.
Essai de psychologie animale. Les bêtes parlent-elles ? in Mémoires de l'Académie nationale des sciences, arts et belles-lettres de Caen, 1905, 40 p.
Mémoire sur la philosophie d'Hippocrate, in Compte rendu de l'Académie des sciences morales et politiques, Paris, 1856, A. Durand , 54 p.
Mémoire sur le traité de Galien intitulé : des dogmes d'Hippocrate et de Platon, in  Compte rendu de l'Académie des sciences morales et politiques
1587, Paris, A. Durand , 102 p.
Ce que les anciens ont pensé du travail in Mémoires de l'Académie nationale des sciences, arts et belles-lettres de Caen, 1876, Caen,  F. Le Blanc-Hardel, 25 p. lire en ligne sur Gallica